# Poekemolen-II
De Poekemolen-II of Molentje van Poucke is een schaalmodel van een standerdmolen, gelegen aan Poekestraat hoek Grensstraat in de West-Vlaamse plaats Ruiselede.

## Geschiedenis
Het betreft een maalvaardig standerdmolentje op schaal 1:3, dat in 1960 werd vervaardigd door Michel Allaert en oorspronkelijk te Oostrozebeke stond opgesteld. Het gevlucht bedraagt 8 meter. In 1971 kwam het te staan op het erf van André van Poucke aan deParkstraat en in 1982 kwam het op de huidige plaats te staan. In 1990 waaide het om en werd hersteld. In 2000 werd het aangereden door een te snel rijdende automobilist en beschadigd. Weer werd het molentje hersteld en het wordt bedreven door een vrijwillige molenaar.